# امانت بین کتابخانه‌ای
امانت بین کتابخانه‌ای به عنوان نخستین گام در همکاری بین کتابخانه‌ها عبارت است از ارسال یک رکورد یا رسانه از یک نهاد دارنده به یک نهاد درخواست‌کننده با هدف در دسترس قرار دادن منابع کتابخانه‌ای برای سایر پژوهشگران و کاربران در بخش‌ها و مکان‌های دیگر. این فرایند به استفاده‌کننده امکان می‌دهد به حداکثر دانش واطلاعات ثبت شده در شکل‌ها ی گوناگون دسترسی پیدا کند.
امانت بین کتابخانه‌ای نوعی همکاری بین کتابخانه‌ایست و نوعی فعالیت اشتراک منابع نیز محسوب می‌شود.

## اهمیت و ضرورت
تورم و افزایش بی‌رویه قیمت منابع اطلاعاتی به ویژه نشریات علمی، فشار اقتصادی، کاهش بودج، و محدودیت فیزیکی در دهه‌های اخیر مشکلات متعددی برای کتابخانه‌ها در تدارک دسترسی به منابع اطلاعاتی برای کاربرانشان ایجاد کرده‌است. همه این موارد موجب شده که کتابخانه‌ها برای مقابله با این مشکلات و به منظور صرفه‌جویی در هزینه‌ها و افزایش دسترسی از سیاست مالکیت منابع به سیاست دسترسی به منابع و اشتراک منابع روی آورند.
در کنار مشکلات اقتصادی، انتشار روزافزون اطلاعات به اشکال مختلف نظیر کتاب، گزارش، و ا نواع منابع دیجیتال و الکترونیکی هیچ کتابخانه‌ای قادر به گردآوری همه اطلاعات مورد نیاز جامعه استفاده‌کننده خود نیست، زیرا از نظر بودجه، نیروی انسانی وفضا دارای امکانات محدودی است. یک راه حل منطقی برای حل این مشکل، روی آوردن به اشتراک منابع و همکاری‌های بین کتابخانه‌ایست.

## ملزومات
در گذشته، امانت کتابخانه‌ای منابع چاپی نیازمند وجود یک فهرستگان روزآمد از منابع کتابخانه‌ها و تدوین خط مشی مدون و مصوب برای اجرای نظام امانت بین کتابخانه‌ای بود. با گسترش شبکه‌های اینترنتی، فهرستگان‌ها به شکل الکترونیکی درآمده و روی اینترنت قرار گرفتند. علاوه بر فهرستگان، وجود نیروی انسانی آموزش دیده نیز از پیش نیازهای اجرای امانت بین‌کتابخانه‌ایست.

## تاریخچه
در خارج از ایران طرح امانت بین کتابخانه‌ای برای اولین بار توسط گرین در سال ۱۸۷۶ ارائه شد. در سال ۱۹۰۹ پیشنهاد دیگری در کنفرانس انجمن کتابداران آمریکا در همین زمینه مطرح گردید که منجر به تدوین مقرراتی توسط کتابخانه کنگره آمریکا شد. به‌طور جدی ارائه خدمانت امانت بین‌کتابخانه‌ای از سال ۱۹۱۷ با تدوین قانون امانت بین‌کتابخانه‌ای در ایالات متحده آغاز شد که به موجب آن کتابخانه‌ها می‌توانستند تعداد محدودی از مدارک خود را به امانت دهند. سپس در سال ۱۹۵۲ قانون دیگری در مورد امانت بین کتابخانه‌ها وضع شد که دامنه امانت مدارک را گسترش می‌داد. کتابخانه‌های دانشگاهی از اولین کتابخانه‌هایی بودند که از امانت بین کتابخانه‌ای استفاده می‌کردند. ارسال درخواستها که به صورت فرم‌های متحد الشکل طراحی شده بود از طریق پست صورت می‌گرفت. در سال ۱۹۶۷ برای اولین بار شبکه امانت بین کتابخانه‌ای ایالت نیویورک از تجهیزاتی نظیر تایپ از راه دور۵ استفاده نمود که موجب شد ارسال درخواستها بسیار سریع صورت گیرد. با توسعه فناوری در دهه‌های هشتاد و نود، طبق قانون امانت بین‌کتابخانه‌ای ۱۹۹۳، کلیه امور مربوط به امانت بین‌کتابخانه‌ای از طریق شبکه‌های کتابخانه‌ها انجام می‌شود: نظیر ارسال درخواستها، صورتحساب‌ها، پرداختها و حتی مدارک به صورت الکترونیکی.
در ایران طرح امانت بین کتابخانه‌ای برای نخستین بار در ۲۰ آذر ماه ۱۳۴۸ پیشنهاد و در همان سال توسط مرکز اطلاعات ومدارک علمی ایران آغاز شد. این مرکز به عنوان رابط بین کتابخانه‌ها عمل می‌کرد. آیین‌نامه این طرح مشکلاتی داشت که ارائه خدمات را با مشکل مواجه می‌ساخت؛ که آیین‌نامه مذکوردر سال ۱۳۶۲ مورد بررسی قرار گرفت، تغییر مهمی که در این آیین‌نامه صورت گرفت این بود که کتابخانه‌ها می‌توانستند با یکدیگر ارتباط مستقیم داشته باشند و برای پرداخت هزینه‌ها از تمبر استفاده کنند. این طرح به علت داشتن نقائصی از جمله کند بودن روند خدمات، نبود سیستم اطلاعاتی وعملیاتی لازم، مشخص نبودن هزینه‌ها و روش‌های دریافت و پرداخت، خسارت دیدن یا گم شدن کتاب‌ها، نبود حمایت‌ها ی مالی مشخص با شکست مواجه شد. تا این که در سال ۱۳۷۵، طرحی با عنوان «طراحی سیستم جدید امانت بین کتابخانه‌ها» و با هدف فراهم‌آوری ملزومات اجرای کارا واثر بخش طرح امانت بین کتابخانه‌ها انجام شد. طرح امانت بین کتابخانه‌ها با عنوان طرح امین از نیمه دوم سال ۱۳۷۹ به اجرا درآمد.
در حال حاضر غیر از تفاهم‌نامه‌ها توافق‌های دوجانبه‌ای که ممکن است برخی کتابخانه‌های دانشگاهی به صورت موردی با هم داشته باشند، سه طرح ملی در حوزه اشتراک منابع یا امانت بین کتابخانه‌ای در ایران وجود دارد به شرح زیر.

## الف. طرح امانت بین‌کتابخانه‌ای غدیر
طرح غدیر در حقیقت طرح عضویت فراگیر کتابخانه‌ها است. غدیر نوعی سازوکار برای اشتراک منابع و همکاری بین کتابخانه‌ای است. بر اساس این طرح کاربران می‌توانند بدون عضویت در کتابخانه‌های تحت پوشش آن، مانند اعضای معمولی با مراجعه مستقیم به آن‌ها از منابعشان استفاده کنند.
وزارت علوم، تحقیقات و فناوری از سال ۱۳۷۸ با مدیریت پژوهشگاه اطلاعات و مدارک علمی ایران (ایرانداک)، پس از اجرای یک طرح آزمایشی طی سال‌های ۱۳۷۴ تا ۱۳۷۷ با عنوان «طرح تعمیم خدمات کتابخانه‌های تخصصی به افراد غیر عضو» اقدام به اجرای رسمی این طرح با عنوان «طرح غدیر: عضویت فراگیر کتابخانه‌ها» نمود.
افرادی که می‌توانند از خدمات طرح غدیر استفاده کنند عبارتند از دانشجویان تحصیلات تکمیلی (کارشناسی ارشد و دکترا) و اعضای هیئت علمی دانشگاه‌های تابع وزارت علوم، تحقیقات و فناوری که در این طرح مشارکت دارند.

## ب. طرح امانت بین‌کتابخانه‌ای امین
طرح امین توافقی رسمی میان تعدادی کتابخانه دانشگاهی است که بر اساس آن، هر کتابخانه می‌تواند مدارک مورد نیاز کاربران خود را که در مجموعه‌اش موجود نیستند از سایر کتابخانه‌ها امانت گرفته و به کاربر خود تحویل دهد. پژوهشگاه علوم و فناوری اطلاعات ایران هماهنگ‌کننده و متولی طرح امین است.
تفاوت طرح امین با طرح غدیر در این است که در طرح غدیر کاربران یک کتابخانه دانشگاهی خود با در دست داشتن کارت طرح غدیر به سایر کتابخانه‌های دانشگاهی مشارکت‌کننده در طرح مراجعه کرده و کتاب امانت می‌گیرد. اما در طرح امین، کاربر درخواست خود را به کتابخانه دانشگاه خودش تحویل می‌دهد و سپس کتابخانه منبع مورد درخواست را از یک کتابخانه دانشگاهی دیگر امانت گرفته و به کاربر خود تحویل می‌دهد.
کتابخانه‌ها در این طرح با پرداخت هزینه، نوعی کوپن به نام «بهامهر» دریافت می‌کنند که با استفاده از آن‌ها از خدمات یکدیگر بهره می‌برند.
پیشینه این طرح به خدمات امانت بین کتابخانه‌ای بازمی‌گردد که در سال ۱۳۴۹ توسط ایرانداک در میان کتابخانه‌های دانشگاهی ایران شروع شد. آن طرح به دلیل مشکلاتی از جمله روند کند خدمات ناکام ماند. در سال ۱۳۶۲ این طرح بار دیگر اجرا شد و از کوپن بهامهر به عنوان فرم جایگزین برای تسهیل خدمات استفاده شد. این طرح این بار هم به دلیل همکاری نکردن کتابخانه‌ها ناکام ماند. در سال ۱۳۷۶ ایرانداک برنامه‌ای به نام «طراحی یک یستم جدید امانت بین کتابخانه‌ای» را به منظور راه‌اندازی مجدد طرح اجرا کرد که طرح جدید «امین» نام گرفت. امین رسماً از سال ۱۳۷۹ آغاز به کار کرد.

## ج. سامانه هوشمند اشتراک منابع (سهام)
سامانه هوشمند اشتراک منابع (سهام) در واقع تداوم طرح غدیر است که به نام غدیر ۲ نیز شناخته می‌شود. در سهام از اینترنت و سامانه تحت وب برای تسهیل فرایند اشتراک منابع استفاده شده‌است و ثبت نام و برخی فرایندها از طریق اینترنت صورت می‌گیرد.